# Máttaráhkká
Máttaráhkká är ett samiskt hantverkscentrum fem kilometer utanför Kiruna. Máttaráhkka säljer äkta sameslöjd och konsthantverk som tillverkats av lokala slöjdare.